# New Georgia-eilanden

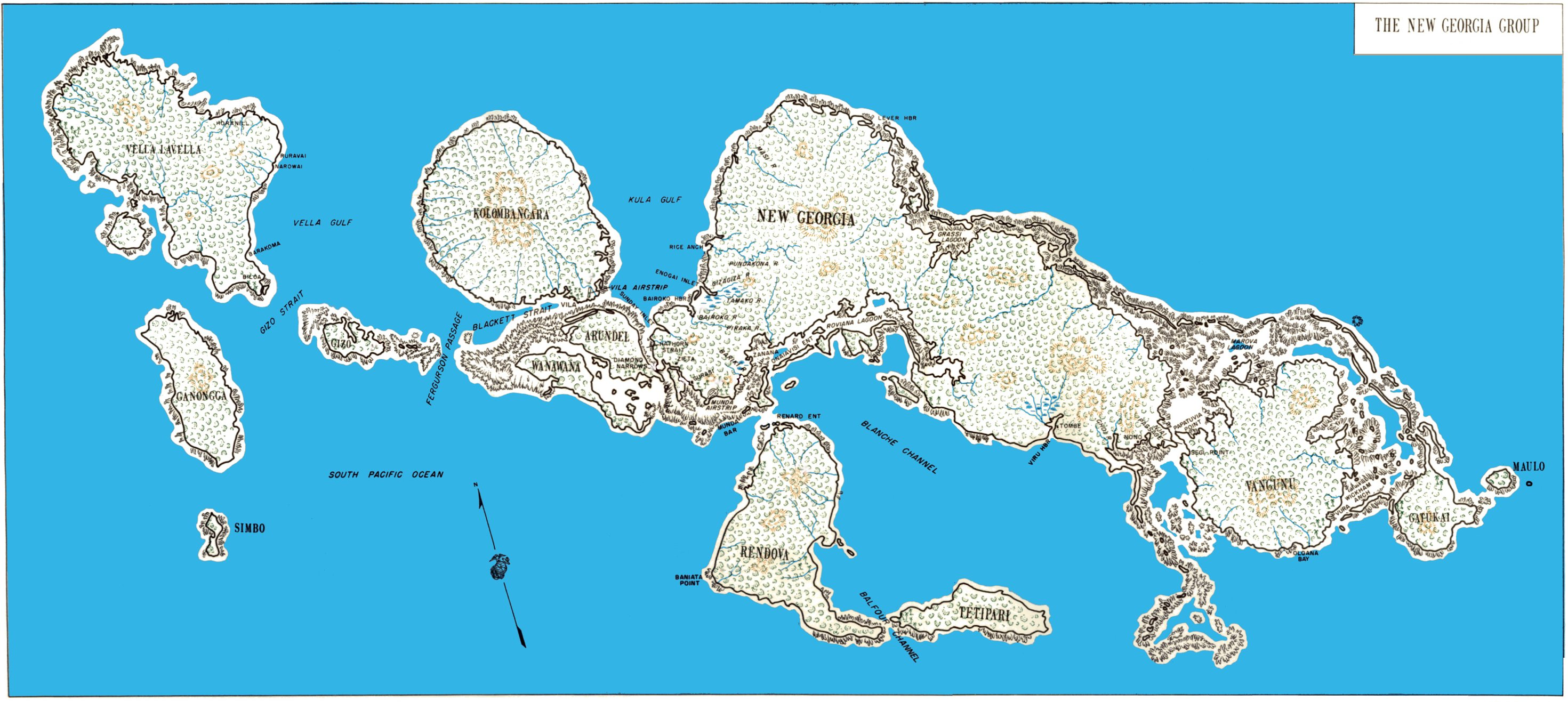
De New Georgia Eilanden

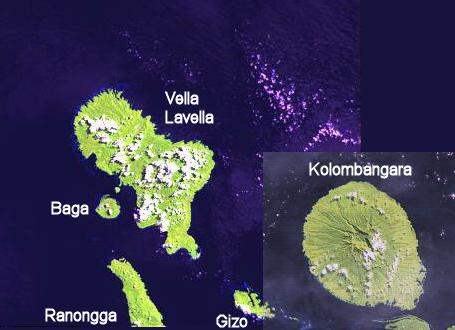
Satellietbeeld van deel van de New Georgia Eilanden

De New Georgia Eilanden  zijn onderdeel van de provincie Western van de Salomonseilanden.

## Eilanden
- New Georgia
- Vella Lavella
- Kolombangara
- Ghizo
- Ranongga
- Vangunu
- Rendova
- Tetepare.

Ze zijn omringd door koraalriffen. Het zoutste waterlagoon ter wereld ligt hier: Marovo lagoon.